# سیساوات کوبونفان
سیساوات کوبونفان (انگلیسی: Sisavath Keobounphanh؛ زادهٔ ۱ مهٔ ۱۹۲۸ – درگذشتهٔ ۱۲ مهٔ ۲۰۲۰) سیاست‌مدار اهل لائوس بود. وی نایب رئیس‌جمهور لائوس از سال ۱۹۹۶ تا ۱۹۹۸ و سومین رئیس شورای وزیران (نخست‌وزیر) لائوس از سال ۱۹۹۸ تا ۲۰۰۱ بود.
سیساوات کوبونفان در ۱۲ مه ۲۰۲۰، در سن ۹۲ سالگی درگذشت.